# Erik Bjerager
Erik Bjerager (født 10. november 1958 i Viby J) er en dansk journalist, der fra hhv. 1994 og 1995 og frem til 1. juni 2022 var ansvarshavende chefredaktør og administrerende direktør for mediehuset Kristeligt Dagblad.
Han blev uddannet journalist fra Danmarks Journalisthøjskole i 1983 og tog en mastergrad ved School of Communication ved The American University i Washington D.C. 1983-1984. Han var reporter på Radioavisen 1985-1986 og 1986-1988 erhvervsreporter på Børsens Nyhedsmagasin samt Paris-korrespondent for Dagbladet Børsen 1989-1990. Han var endvidere special correspondent ved Wall Street Journal/Europe 1985-1988 og vendte tilbage til Børsens Nyhedsmagasin i 1991-1994 som udlandsredaktør. I 1994 blev han chefredaktør og direktør for Kristeligt Dagblad.
I Erik Bjeragers mange år som chefredaktør er Kristeligt Dagblads oplag mere end fordoblet til godt 32.000 daglige aviser, og avisen har udviklet sig fra at være lukningstruet til i dag at være en veldrevet forretning med overskud og knap 200.000 ugentlige læsere. På nettet når avisen endnu flere mennesker med en række digitale tilbud. Antallet af ansatte på Kristeligt Dagblad er i samme periode næsten tredoblet fra 45 til 130. Avisen har også oprettet et bogforlag.
Siden 2001 har Erik Bjerager været medlem af bestyrelsen for den internationale redaktørforening, World Editors Forum, hvor han tillige var formand i perioden 2011-2015 og næstformand i perioden 2015-2017. Foreningen arbejder for at fremme kvalitetsjournalistik og pressefrihed i hele verden. 
I perioden 2001 til 2018 sad han i det nationale nyhedsbureau, Ritzaus Bureaus, bestyrelse, hvis formand han var i 11 år, indtil han trak sig i foråret 2018. Ritzau har i samme periode været i dyb krise, men er i dag et yderst velfungerende, fremgangsrigt og økonomisk veldrevet nyhedsbureau. 
Ud over at have været engageret i bestyrelsesarbejde i pressens foreninger herhjemme og internationalt er Erik Bjerager engageret i bestyrelsen for Nivaagaards Malerisamling som næstformand og formand i bestyrelsen for Fonden Den Hageske Stiftelse, der ejer Nivaagaard og uddeler legater til psykisk syge. 
Erik Bjerager blev i 2019 medlem af DR’s bestyrelse.
Fra 2018 til 2021 har han været næstformand for bestyrelsen for den norsk-svenske mediekoncern Mentor Medier, der ejer tre aviser, to norske, Dagsavisen og Vårt Land, samt den svenske avis Dagen. Han er desuden medlem af bestyrelsen for Dagspressens Fond (fra 1997, formand fra 2001) og bestyrelsen for Danske Mediers Arbejdsgiverforening (fra 2013). Han har også siddet i bestyrelsen for Danske Forlag (fra 2016 til 2019). Tidligere har han også siddet i bestyrelsen for Danske Dagblades Forening/Danske Medier (1995-2013), netavisen Altinget.dk (2000-2001), Københavns Redaktørforening (formand i flere perioder) og AG/Grønlandsposten (2009-2010).
Erik Bjerager har modtaget flere priser for sin indsats. I april 2018 blev han hædret med Den Store Publicistpris af Publicistklubben for sin ledelse af Kristeligt Dagblad og for sit engagement i publicisme og arbejdet for pressefrihed. I 2011 blev han tildelt Publicistklubbens Jubilæumsfonds Legat – også kaldet 'Den Lille Publicistpris'. Han fik Samfos Børnefamiliepris i 2006. I 1998 modtog han Berlingske Fonds Journalistpris.
Erik Bjerager er gift med journalist og kommunikationschef Anna-Lise Bjerager. Parret har to voksne børn.